# بروتوكول إدارة مجموعة الإنترنت
بروتوكول إدارة مجموعة الإنترنت (بالإنجليزية: Internet Group Management Protocol اختصاراً IGMP )‏ هو بروتوكول اتصالات يُستخدم من قبل المُضيفين والموجهات من أجل إدارة عضويّة مجموعات البث المجموعاتي في الشبكات التي تُشغّل الإصدار الرابع من بروتوكول الإنترنت (IPv4).
يعمل البروتوكول في طبقة الإنترنت بحسب حزمة بروتوكولات الإنترنت (TCP/IP)، حيث يتم تبادل الرسائل الخاصة بالبروتوكول بحسب نموذج طلب الخدمة بين العقد المُختلفة التي تُشغّله. هناك ثلاث إصدارات لبروتوكول إدارة المجموعة الإنترنت، هي بالترتيب الإصدار الأول (IGMPv1) والثاني (IGMPv2) والثالث (IGMPv3)، وجميعها مُتوافقة مع بعضها البعض.
لا يدعم البروتوكول الإصدار السادس من بروتوكول الإنترنت (IPv6)، الذي يستخدم بروتوكولاً خاصّاً لأداء نقس المهمة هو بروتوكول مُستمعي البث المجموعاتي (MLD).